# Bovolenta
Bovolenta là một đô thị thuộc tỉnh Padova vùng Veneto, located about 35 km về phía tây nam của Venezia và cách khoảng 15 km về phía đông nam của Padova. Tại thời điểm ngày 31 tháng 12 năm 2004, đô thị này có dân số 3.127 người và diện tích 22,7 km².
Bovolenta giáp các đô thị: Brugine, Candiana, Cartura, Casalserugo, Polverara, Pontelongo, Terrassa Padovana.